# Вбивство Сергія Кірова
Вбивство Сергія Кірова — убивство керівника ленінградської парторганізації, члена Політбюро, Оргбюро і секретаря ЦК ВКП(б) Сергія Мироновича Кірова відбулося 1 грудня 1934 в Смольному. Убивство вчинив Леонід Ніколаєв.

## Хід подій
Першу спробу вбивства Кірова Ніколаєв планував вчинити 15 жовтня 1934. Він був затриманий у цей день охороною біля будинку Кірова на Каменноостровському проспекті, але, після пред'явлення партійного квитка й дозволу на зброю, його відпустили.
1 грудня 1934 приблизно о 16:30 Ніколаєв підкараулив Кірова біля його кабінету в коридорі на третьому поверсі Смольного й вистрілив з револьвера йому в потилицю. Убивця спробував покінчити життя самогубством, вистріливши в себе, але промахнувся і втратив свідомість. Ніколаєв був затриманий на місці злочину в шоковому стані й доставлений в психіатричну лікарню № 2, де після необхідних процедур прийшов у себе близько дев'ятої години вечора.

### Слідство, суд і страта
Проти Ніколаєва та його знайомих з НКВД порушили кримінальну справу за участь в Підпільній зинов'євській організації, очолюваній «Ленінградським центром». Керівники НКВС Г. Ягода і його заступники намагалися «м'яко» саботувати нав'язувану їм Сталіним версію в причетності до вбивства Кірова, колишніх опозиціонерів Зінов'єва та Каменєва, а також їхніх прихильників. Однак, Микола Єжов, до незадоволення чекістів, направив наслідок у «потрібне» русло. Сам Єжов так згадував про це на лютнево — березневому пленумі 1937 року:
…Почав Сталін, як зараз пам'ятаю, викликати мене і Косарева, і каже: «Шукайте вбивць серед зинов'ївців». Я повинен сказати, що в це НЕ вірили чекісти і, про всяк випадок, страхували себе, ще подекуди по іншій лінії, по лінії іноземній, можливо там щось вискочить…
28 і 29 грудня 1934 в Ленінграді виїзна сесія Військової колегії Верховного суду СРСР під керівництвом Василя Ульріха розглянула справу Ніколаєва і ще 13 підсудних. Більшість підсудних не визнали себе винними. Ніколаєв свої свідчення підтвердив лише після того, як Ульріх допитав його за відсутності інших підсудних. О 5:45 29 грудня 1934 року був оголошений вирок Ніколаєву й усім іншим засудженим — смертна кара; вже через годину їх розстріляли. Згідно з розповіддю того ж конвоїра, почувши вирок, Ніколаєв крикнув: «Обдурили!».

### Подальші репресії
Мільду Драуле, дружину Ніколаєва, після вбивства Кірова спочатку виключили з партії. Того ж місяця її арештували, а потім розстріляли 10 березня 1935. Зазнали репресій й інші родичі та знайомі Ніколаєва: мати, брат, сестри, двоюрідний брат, родичі його дружини.
Історик Ю. Н. Жуков стверджував, що крім безпосереднього вбивці підсудними стали близькі й далекі родичі Ніколаєва. Також були розстріляні сестра О. Драуле та її чоловік — Р. Кулішер. На п'яти процесах засудили до розстрілу 17 осіб, до тюремного ув'язнення — 76 осіб, заслані — 30 осіб. 988 осіб були вислані, включно з колишніми опозиціонерами з зинов'євської групи. Пізніше репресували близько 12 тис. «соціально чужих елементів», а саме колишніх дворян, сенаторів, генералів, інтелігенцію.

## Версії вбивства
Як зазначає історик О. Хлевнюк, Кіров був вірним соратником Сталіна і став жертвою замаху одинака Леоніда Ніколаєва, однак при Хрущові виникла версія, що Кіров протистояв Сталіну на чолі якоїсь опозиції, чому і був убитий за вказівкою Сталіна. Проте низка комісій, що розглядали цю справу, шукали докази змови, але не знайшли прямих доказів. У 1961 році Хрущову передали лист від конвоїра спеціальної камери при військовій колегії, у якому стверджувалося, що Ніколаєв обмовив інших обвинувачених у слідстві.

### Версія про причетність Сталіна

Йосип Сталін і Андрій Жданов біля труни Сергія Кірова

М. С. Хрущов у своїх спогадах стверджував, що вбивство Кірова організував Сталін та НКВС СРСР. Після XX з'їзду КПРС з ініціативи Хрущова для розслідування питання була створена Особлива комісія ЦК КПРС на чолі з М. М. Шверником за участі партійного діяча О. Р. Шатуновського. Матеріали комісії не були опубліковані в період Хрущова, який заявив Шатуновському, що результати опублікують через 15 років. В. М. Молотов у 1979 році стверджував, що комісія встановила причетність Й. Сталіна до вбивства, а Хрущов відмовився опублікувати невигідні для нього матеріали. Згодом Шатуновська висловлювала впевненість, що компрометуючі Сталіна документи були вилучені. У своєму листі А. Н. Яковлєву від 13 червня 1989 року вона перераховувала конкретні зниклі з справи документи, які вона бачила.
У 1990 році в ході розслідування, яке проводилося прокурорсько-слідчою бригадою Прокуратури СРСР, Головною військовою прокуратурою та Комітетом держбезпеки СРСР спільно з працівниками Комітету партійного контролю при ЦК КПРС, був сформований висновок про те, що причетності органів НКВС і особисто Сталіна не виявлено. У записці Центральної Контрольної Комісії КП РРФСР, що перевіряла заяву Шатуновської, було зазначено, що слідчі з НКВС «штучно пов'язали Ніколаєва з колишніми учасниками зинов'ївської опозиції Рум'янцевим, Толмазовим та іншими (всього 13 осіб), сфальсифікували кримінальні справи» великої групи громадян, які згодом були розстріляні.
Незважаючи на таке рішення прокуратури, в літературі нерідко висловлюються точки зору як про причетність Й. Сталіна до вбивства Кірова (а також, як варіант, що Ніколаїв суб'єктивно діяв поодинці з власним намірам, але Сталін дізнався про них і дозволив вчинити вбивство), так і на користь версії вбивці-одинака.
Ф. Д. Ведмідь, який на момент вбивства Кірова працював начальником УНКВС Ленінграді, у відвертій бесіді зі своїм близьким другом Д. Б. Сорокіним стверджував: «… ідейний натхненник вбивства — Сталін, а виконавці — Ягода і Запорожець». Про це висловлювання Ведмедя на початку 1960-х років писав Сорокін у ЦК КПРС.
У своїй книзі Р. А. Медведєв роблячи аналіз результатів голосування на XVII з'їзді партії, пише: «Він [Сталін] відчув небезпеку для свого стану і для своєї влади, і ця небезпека персоніфікувалася для нього в особі С. М. Кірова і багатьох делегатів XVII з'їзду». Далі Медведєв написав, що «в зазначених справах яких-небудь даних про підготовку у 1928—1934 рр. замаху на Кірова, а також про причетність до цього злочину органів НКВС і Сталіна, не міститься».
За твердженням виданої в 1990 році довідки працівників прокуратури СРСР і КДБ вся інформація Медведєва була заснована на непідтверджених чутках. Віктор Балан стверджував, що всі докази і свідків знищили.
Радянський і російський історик Вадим Роговін пише: «Всі дослідники радянської історії 30-х років сходяться на тому, що постріл у Кірова дозволив Сталіну практично без опору розв'язати терор в розгубленій, остовпілій від цього зухвалого вбивства країні. Однак до цього дня зберігаються уявлення про те, що ця трагедія або належить до числа нерідких в історії ретельно підготовлених політичних вбивств, які не розкриваються до кінця ніколи, або до тих рідкісних збігів історичних обставин, які настільки точно відповідають інтересам певного лідера, що підозри на його адресу залишаються назавжди».

### Версія про «троцькістсько-зіновьєвський центр»
Згідно з версією, висунутої владою, Кірова вбили представники «троцькістсько-зінов'ївського центру» на чолі з Л. Б. Каменєвим і Г. О. Зінов'євим. Однак в 1934 році ні той, ні інший не займали ніяких урядових постів і не могли організувати доступ вбивці до Кірова, якого ретельно охороняли. У 1934 році член ЦК Микита Хрущов написав:
…Ніколаєв отримав потім доступ до Смольного, перебував на сходовій клітці обкому партії, де працював Кіров, там зустрів і вбив його. Без допомоги осіб, що володіли владою, зробити це взагалі було неможливо, тому що всі підходи до Смольного охоронялися, а особливо охоронявся під'їзд, яким користувався Кіров.

### Версія про вбивство з особистих мотивів
Висувалася версія про вбивство Кірова на ґрунті ревнощів. Ленінградом поширювалися чутки про те, що Кіров мав близькі стосунки з Мільдою Драуле — дружиною Ніколаєва. Сергій Миронович користувався популярністю у жінок, особливо балерин Маріїнського театру. Однак Сталін не був зацікавлений у цій версії, оскільки Мільду Драуле допитали й невдовзі засудили до розстрілу.
За словами Генріха Люшкова, який брав участь у розслідуванні вбивства, «Ніколаєв безумовно не належав до групи Зінов'їва. Він був ненормальним чоловіком, що страждав манією величі. Він вирішив загинути, щоб увійти в історію героєм. Це видно з його щоденника».
Син Л. П. Берії Серго зазначав: «Коли вбили Кірова, батько працював у Грузії, але пізніше розповідав, що ніякої змови, як писали газети, не було. Вбивця — одинак. Уже очоливши НКВС, батько, зрозуміло, повернувся до цієї трагічної історії і спробував відновити деталі того, що сталося, але жодних документів, що дозволяють трактувати смерть Сергія Мироновича інакше, не знайшов».
Щоденник Ніколаєва був розсекречений у грудні 2009 року. Відповідно до записів у ньому, Ніколаєв вирішив помститися Кірову за своє звільнення з Інституту історії партії, після чого Ніколаєв став безробітним. Останній порівнював себе з Андрієм Желябовим, який вбив Олександра II.

## В кінематографі
- Художній фільм «Міф про Леоніда» (1991)
- Художній фільм «Великий громадянин» (1938)
- Історичний серіал «Власик. Тінь Сталіна» (2017)